# Victor Davis Hanson
Victor Davis Hanson (født 1953 i Fowler i Californien) er militærhistoriker, politisk klummeskriver og professor emeritus i klassisk historie. Bedst kendt er han som ekspert i klassisk krigsførelse og kommentator om moderne krigsførelse. Han er landmand og dyrker druer til rosinfremstilling.

## Carnage and Culture
Hans kendteste bog er Carnage and Culture fra 2001, hvori han argumenterer for, at vestens militære og kulturelle dominans helt fra oldtidens Grækenland ikke bunder i ren tilfældighed, men kommer af fundamentale aspekter af vestlig kultur. Han modsiger dermed forklaringer baseret på race og/eller natur & geografi, som forslået af Jared Diamond i hans bog Guns, Germs and Steel.
Ifølge Hanson udgør vestlige værdier som politisk frihed, kapitalisme, individualisme, demokrati, videnskabelighed, rationalisme og fri debat en helt afgørende blanding, når de anvendes om krig. Ikke-vestlige samfund kan vinde et slag nu og da, også når de kommer op imod samfund med basis i disse værdier, men “Den vestlige krigsførelse” vil altid sejre i længden. Hanson understreger, at vestlig krigsførelse ikke nødvendigvis er mere eller mindre moralsk end krigsførelse af andre civilisationer; blot at “Den vestlige krigsførelse” er uden sidestykke i sin evne til ødelæggelse og total sejr.
I Carnage and Culture studerer Hanson ni historiske slag for at illustrere forskellige aspekter af vestlig kultur, som han mener bidrager til vestens dominans. Slagene eller kampagnerne, der gennemgås, er således (med temaerne i parentes):
- Slaget ved Salamis (480 f.Kr.; frie borgere)
- Slaget ved Gaugamela (331 f.Kr. Det afgørende udslettelsesslag)
- Slaget ved Cannae (216 f.Kr. civil militarisme)
- Slaget ved Poitiers (732 infanteri)
- Slaget ved Tenochtitlán (1521 teknologi og rationalitet)
- Slaget ved Lepanto (1571 kapitalisme)
- Slaget ved Rorke's Drift (1879 disiplin)
- Slaget om Midway (1942 individualisme)
- Tet-offensiven (1968 civil uenighed)

Selv om Carnage and Culture udkom før Terrorangrebet den 11. september 2001, er konklusionen, at “Den vestlige krigsførelse” ultimativt vil sejre, hvilket Hanson gjorde klart i et forord i en genudgivelse umiddelbart efter angrebene.
Hanson forsvarer præsident Donald Trumps holdninger.

### Officielle websider
- Official Website of Victor Davis Hanson
- Archive of Hanson's articles at National Review Online Arkiveret 13. november 2006 hos  Wayback Machine
- Hanson's blog Arkiveret 19. december 2015 hos  Wayback Machine at Pajamas Media

### Interviews
- C-SPAN Book TV In Depth (RealVideo) (3-hour interview)
- An Interview with The American Enterprise Arkiveret 24. september 2006 hos  Wayback Machine magazine of the American Enterprise Institute January/February 2004
- VDH quotes from 2003 articles
- An interview with Right Wing News
- Spread of Democracy Will Make World Safer Arkiveret 20. oktober 2006 hos  Wayback Machine a moderated webchat with Victor Davis Hanson hosted by the Department of State, International Information Program.
- A War Like No Other – An Interview with FrontPage Magazine (Webside ikke længere tilgængelig) 8. november 2005

### Uddannelsesinstitutioner
- Victor Hanson Faculty Biography Arkiveret 14. august 2006 hos  Wayback Machine
- Bio from Fresno State News Arkiveret 24. februar 2009 hos  Wayback Machine
- Hoover Institution Bio (archive.org)
- Claremont Institute Bio Arkiveret 26. august 2006 hos  Wayback Machine
- The Sage of Fresno Arkiveret 3. oktober 2006 hos  Wayback Machine by Jonathan Kay, a media fellow at the Hoover Institution

### Online aktikler af VDH
- Ferocious Warmakers: How Democracies Win Wars Arkiveret 19. november 2006 hos  Wayback Machine by Victor Davis Hanson published by the Claremont Review of Books Winter 2002.
- The Paranoid Style. Iraq: Where socialists and anarchists join in with racialists and paleocons Arkiveret 21. oktober 2006 hos  Wayback Machine an essay by Victor Davis Hanson published in National Review, in which VDH answers critics of his support for the removal of Saddam Hussein (including Gary Brecher—see below). 26. august 2005

### Kritikere
- Torturing History A review of Carnage And Culture which claims Hanson rewrites history; see also Hanson's reply
- When Superpowers Lose Arkiveret 30. december 2006 hos  Wayback Machine A review of Carnage and Culture from a socialist perspective
- Review and commentary on Mexifornia Arkiveret 26. januar 2007 hos  Wayback Machine by a pro-immigration group
- The Case of Victor Davis Hanson: Farmer, Scholar, Warmonger Arkiveret 16. november 2006 hos  Wayback Machine — a neo-Confederate, libertarian perspective
- Victor Hanson, portrait of an American Traitor Arkiveret 18. august 2006 hos  Wayback Machine by Gary Brecher